# Veldeke Limburg
De Veldeke Limburg is een koepelorganisatie van verenigingen die zich inzetten voor het in stand houden van de volkscultuur, in het bijzonder voor het gebruik van de diverse Limburgse dialecten. De vereniging is vernoemd naar Hendrik van Veldeke, de middeleeuwse dichter die acht eeuwen eerder zijn verzen schreef in de toentertijd gebezigde streektaal. Oorspronkelijk was de naam de vereniging eveneens een acroniem: Voor Elk Limburgs Dialect Een Krachtige Eenheid.
De vereniging is in 1926 opgericht en bestaat uit 10 lokale kringen, elk genoemd naar de stad of dorp van vestiging. In 1997 telde de dialectvereniging 3500 leden, in 2017 was dit aantal geslonken naar 2800 leden.
De leden van de kringen organiseren culturele activiteiten als lezingen, dictees en concerten van artiesten die in het dialect zingen. De provincie Limburg gebruikt de spellingsvoorschriften van de vereniging, waarvan de laatste editie van 2003 stamt, in haar Limburgstalige publicaties.
Verhalen en gedichten van de leden worden gepubliceerd in het tijdschrift Veldeke. Elk jaar reikt de vereniging een literatuurprijs uit aan een auteur in het Limburgs: de Veldeke-literatuurpries.
Het ledenblad heet Veldeke-orgaan, het jeugdmagazine Jeugdmagazine Veldeke.
Op voorspraak van de vereniging verkreeg het Limburgs in Nederlands Limburg in 1997 de officiële status van regionale taal en werd dat besluit opgenomen in het Europees Handvest voor regionale talen of talen van minderheden.

## Kringen
Kringen bestaan in de volgende plaatsen:
- Echt
- Heerlen
- Maastricht
- Mamelis
- Roermond
- Sittard
- Valkenburg
- Venlo
- Venray
- Weert